# Karl Gustav von Lilienfeld

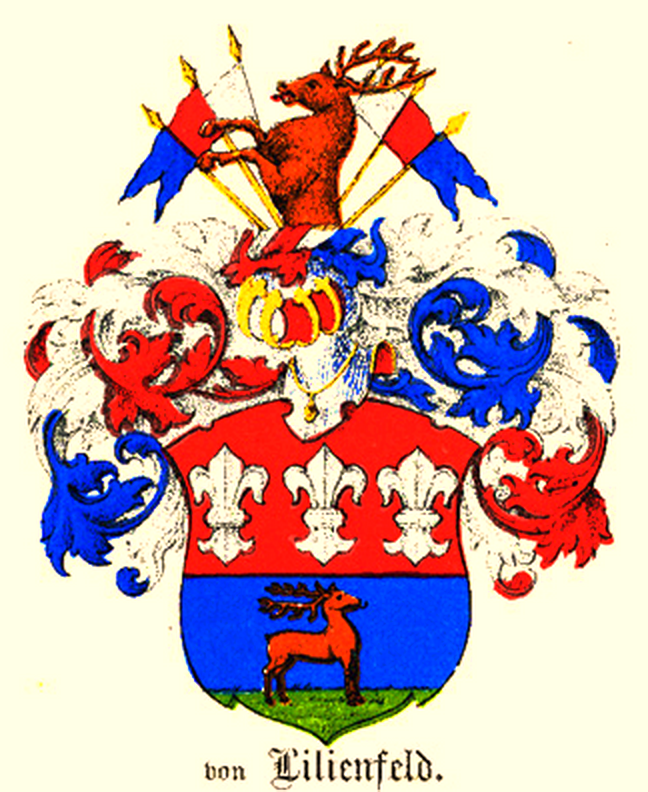
Wappen des Adelsgeschlechts von Lilienfeld

Karl Gustav (der Jünger) von Lilienfeld (* 1711 in Addinal, Zarentum Russland; † 12. April 1759 in Tomsk, Russisches Kaiserreich) war ein baltischer Adelsmann, Kammerherr der Herzogin Anna von Braunschweig und später der Zarin Anna von Russland (1693–1740) sowie Kirchenrat in Sankt Petersburg.

## Leben

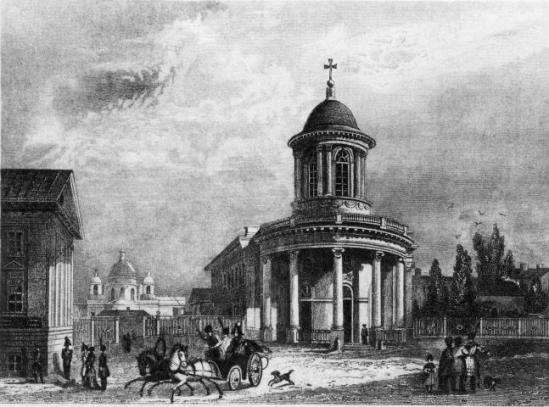
St.-Annen-Kirche (1834) in Sankt Petersburg

Seit 1736 diente er als Leutnant in der Garde zu Pferde in Sankt Petersburg und war Adjutant des Feldmarschalls Peter Graf von Lacy. 1740 avancierte er zum Rittmeister und diente der Herzogin Anna von Braunschweig als Kammerjunker, danach war er Kammerherr der Regentin Anna von Russland und wurde 1742 als „Wirklicher Kammerherr“ bei Kaiserin Elisabeth von Russland berufen. Seit 1740 war er Kirchenrat der St. Annen-Kirche in Sankt Petersburg. 1744 wurden er und seine Frau, die er bei Anna von Braunschweig kennengelernt hatte, in die Verbannung nach Sibirien geschickt. Sein jüngerer Bruder Jakob Heinrich von Lilienfeld (1716–1785), der ein sozialkritischer Schriftsteller war, trat eben aus diesem Grund aus den russischen Diensten aus.

## Herkunft und Familie
Karl Gustav von Lilienfeld stammte aus dem baltischen Adelsgeschlecht von Lilienfeld, welche von Königin Christine 1650 als „Lilljefelt“ in den schwedischen Adel aufgenommen wurde. Sein Vater war Baron Karl Gustav (der Ältere) von Lilienfeld (* um 1682, † 1738), Herr auf Addinal, Nemmenhof, Pargenthal und Moisama, der mit Sophia Gertrude von Rosencron verheiratet war. Karl Gustav heiratete 1741 Sophia Fürstin Odoevskaja (russisch: София Васильевна фон Лилиенфельд (Одоевская)), die 1724 in Moskau geboren war und als Hofdame bei der Herzogin Anna von Braunschweig in Diensten stand. Sie hatten keine Nachkommen.